# Masdevallia aurorae
Masdevallia aurorae är en orkidéart som beskrevs av Carlyle August Luer och Mark W. Chase. Masdevallia aurorae ingår i släktet Masdevallia och familjen orkidéer.
Artens utbredningsområde är Peru. Inga underarter finns listade i Catalogue of Life.